# ポケコロツイン
ポケコロツイン（ぽけころついん）は、ココネ株式会社より2019年12月16日にリリースされたスマートフォン用のふたご着せ替えアプリゲーム。
略称は「ポケツイ」。

## 概要
アバターアプリ『ポケコロ』の第2作品目である。ココロンと呼ばれる心の中から出てきたキャラクター2人のお世話をするゲームである。

## ゲームシステム

### 着せ替え
「ココロン」という双子を二人同時に着せ替えできる。

### 模様替え
「ココリウム」という星にアイテムを飾ることができる。

### ハピエール
大切なフレンドに応援の気持ちとして、毎日「ハピエール」を送ることができる。

## イベント

### ドリームフェスティバル
「ドリームフェスティバル」とは、5日間開催されるイベントである。複数のショップにより構成され、毎日お昼の12時にショップが入れ替わり、在庫が追加される。売り切れたアイテムは、12時、18時、22時に在庫が追加される。略称は「ドリフェス」もしくは「DF」。

### ツインズメモリー
「ツインズメモリー」とは、過去に登場していたガチャを回せるようになるイベントである。イベントごとに複数のガチャが登場する。
水やり、木の実の収穫して鍵の欠片を300個（初回は180個）集めるとツインズメモリーの鍵を開けることができる。鍵を開けるとランダムでガチャがオープンして該当のガチャを回せる。鍵で開けたガチャは、時間制限があり、20分経過すると回せなくなる。略称は「ツイメモ」。

### ぐるぐるチャンス
「ぐるぐるチャンス」とは、水やりでぐるぐるチケットが貰える。SRガチャ券やRガチャ券、ハピが貰えるくじ引きみたいなものである。略称は「ぐるチャン」。

### わくわくキャンプ
「わくわくキャンプ」とは、水やりをしたらカレールーが手に入り、カレールー10個で、カレーが作れる。また、カレーには星1、星2、星3というのがあり、星3では400ハピ貰える。略称は「わくキャン」。
ツインズマルシェ
「ツインズマルシェ」とは、お店を開いてアイテムを出品したり、みんなのお店からアイテムの購入ができるイベントです。現在ツインズマルシェを利用するには、レベル30以上が必要です（過去にはレベル50以上だったが緩和されました）。販売は二つ以上所持していて、譲渡可能なアイテムに限ります。

## コラボレーション
- カードキャプターさくら（2022年）
- 初音ミク「マジカルミライ」（2022年）
- リラックマ（2023年）
- 眠れる森の美女（2023年）
- ふしぎの国のアリス　(2024年)
- すみっコぐらし　(2024年)
- にじさんじ「ChroNoiR」(叶、葛葉)（2024年）

## 歴史
- 2019年
  - 12月 - Android/iOS版『ポケコロツイン』がリリース。
- 2022年
  - 8月 - 初音ミク「マジカルミライ」コラボで初となるネイロアイテムが実装。